# Juno I (tên lửa đẩy)
Juno I là một tên lửa đẩy phóng vệ tinh bốn tầng của Mỹ. Đây là loại tên lửa đã đưa vệ tinh đầu tiên của Mỹ- Explorer 1 lên quỹ đạo vào năm 1958. Juno I là một tên lửa thuộc dòng tên lửa Redstone, được phát triển từ tên lửa nghiên cứu Jupiter-C. Nó thường bị nhầm lẫn với tên lửa Juno-II vốn được phát triển dựa trên tên lửa đạn đạo tầm trung PGM-19 Jupiter.

## Lịch sử
Chương trình vệ tinh Explorer bắt đầu từ đề xuất của Lục quân Mỹ (Dự án Orbiter) để đưa vệ tinh dân sự lên quỹ đạo trong Năm vật lý địa cầu quốc tế. Dự án đưa vệ tinh lên quỹ đạo sẽ dựa trên tên lửa Redstone. Mặc dù dự án này không được lựa chọn, thay vào đó Mỹ tiến hành dự án tương tự của Hải quân mang tên Dự án Vanguard-chương trình mà sau đó đã thực hiện chuyến bay đầu tiên đưa vệ tinh Vanguard TV0 lên quỹ đạo phụ vào tháng 12 năm 1956. Ngày 4 tháng 10 năm 1957, Liên Xô phóng vệ tinh Sputnik 1 và sự thất bại của Mỹ trong việc phóng vệ tinh Vanguard 1 dẫn đến việc chương trình của Lục quân Mỹ được thành lập để bắt kịp Liên Xô trong cuộc đua vào không gian.
Dòng tên lửa đẩy được đặt tên teo tên nữ thần La Mã-Juno. Đây là phiên bản tên lửa đẩy phóng vệ tinh dựa trên tên lửa Jupiter-C. Đầu năm 1958 tên lửa đẩy Juno 1 đã đưa thành công vệ tinh đầu tiên của Mỹ lên quỹ đạo-vệ tinh Explorer 1, sau khi Liên Xô phóng vệ tinh Sputnik 1 vào tháng 10 năm 1957.
Juno-I phóng vệ tinh Explorer 1 lên quỹ đạo vào ngày 31 tháng 1 năm 1958, nó cũng đã giúp khám phá ra vành đai Van Allen.

## Tên lửa đẩy
Juno I được chế tạo từ tầng đầu tiên của tên lửa Jupiter-C, dựa trên tên lửa PGM-11 Redstone; với việc bổ sung thêm ba bể chứa nhiên liệu rắn của tên lửa MGM-29 Sergeant nhằm cung cấp đủ lực đẩy cần thiết để tên lửa đưa được vệ tinh lên quỹ đạo. Tầng thứ tư của tên lửa được gắn trên đỉnh của tầng thứ 3, và được phóng đi sau khi động cơ tầng ba đốt cháy hết nhiên liệu, đẩy tầng bốn cùng với tải trọng di chuyển với vận tốc 8 kilômét trên giây (29.000 km/h; 18.000 mph). Ống cùng với tầng tên lửa thứ tư được thiết lập quay trong khi tên lửa ở trên bệ phóng để cung cấp lực cho con quay hồi chuyển thay cho hệ thống dẫn đường cần phải có cánh gạt, gimbal hoặc động cơ vernier. Hệ thống này được thiết kế bởi Wernher von Braun vào năm 1956 phục vụ cho chương trình Orbiter, khiến cho các tầng bên trên không cần có một hệ thống dẫn đường. Đây là cách làm đơn giản nhất để đưa một tải trọng lên quỹ đạo mà không có hệ thống dẫn đường ở các tầng trên, tải trọng sẽ có thể không được đưa vào vị trí chính xác trên quỹ đạo. Cả hai tên lửa Juno-I (4 tầng) và Jupiter-C (3 tầng) có cùng chiều cao là 21,2 m, tầng đẩy thứ tư của Juno I được bọc bên trong mũi nón côn của tầng thứ ba.

## Lịch sử phóng
Sau khi phóng thành công vệ tinh Explorer 1 ngày 31 tháng 1 năm 1958, Juno I đã tiến hành năm lần phóng vệ tinh trước khi bị thay thế bởi tên lửa Juno II. Mặc dù việc phóng thành công vệ tinh Explorer 1 là một thành công lớn trong công cuộc chinh phục không gian của Mỹ, nhưng chỉ có hai trong số năm lần phóng tiếp theo là thành công, với vệ tinh Explorer 3 và Explorer 4, khiến cho Juno I chỉ có tỉ lệ phóng thành công là 50%. Juno I bị thay thế bởi tên lửa Juno II kể từ năm 1959.
Người dân Mỹ đã vi mừng và nhẹ nhõm sau khi cuối cùng Mỹ đã phóng được một vệ tinh sau những lần phóng thất bại trong chương trình Vanguard và Viking. Với sự thành công ban đầu của chương trình tên lửa Juno I, von Braun đã phát triển tên lửa đẩy Juno II, dựa trên tên lửa PGM-19 Jupiter, thay vì tên lửa Redstone.

## Ảnh
- Juno I mang theo vệ tinh Explorer 3
- Mô hình Juno I với vệ tinh Explorer I trưng bày tại Trung tâm vũ trụ Kennedy